# Kanton Luc-en-Diois
Der Kanton Luc-en-Diois war bis 2015 ein französischer Wahlkreis im Arrondissement Die, im Département Drôme und in der Region Rhône-Alpes; sein Hauptort war Luc-en-Diois.
Der 17 Gemeinden umfassende Kanton hatte 1669 Einwohner (Stand: 2012). Die Fläche betrug 305,18 km².

## Gemeinden
| Gemeinde           | Einwohner | Fläche in ha |
| ------------------ | --------- | ------------ |
| Aucelon            | 39        | 2634         |
| Barnave            | 155       | 1306         |
| La Bâtie-des-Fonds | 10        | 1212         |
| Beaumont-en-Diois  | 75        | 1765         |
| Beaurières         | 65        | 2458         |
| Charens            | 33        | 1347         |
| Val-Maravel        | 43        | 2160         |
| Jonchères          | 35        | 1668         |
| Lesches-en-Diois   | 33        | 2008         |
| Luc-en-Diois       | 490       | 2349         |
| Miscon             | 47        | 1266         |
| Montlaur-en-Diois  | 116       | 972          |
| Pennes-le-Sec      | 16        | 931          |
| Poyols             | 65        | 1335         |
| Les Prés           | 25        | 1660         |
| Recoubeau-Jansac   | 207       | 1296         |
| Valdrôme           | 118       | 4151         |